# Surid Ibn Salhouk
Sūrīd bin Salhouk (arabe : سوريد بن سلهوق, également connu sous le nom de Saurit, Saurid, et plus communément appelé Surid) est un roi légendaire de la tradition copte et islamique médiévale qui aurait vécu trois cents ans avant le déluge,,. 
La version la plus courante des légendes à son sujet veut qu'une momie fut découverte à Saqqarah, dans une tombe du couvent d'Abu Hirmis (« le père d'Hermès »). C'est la corruption arabe, hautement significative, du nom d'un moine copte du Ve siècle, Apa Jeremias. Sur la poitrine de la momie se trouvait un rouleau de papyrus contenant un texte hiéroglyphique. Heureusement, un vieux moine du Fayoum réussit à le déchiffrer. Le document raconte l'histoire de Surid et de la construction des pyramides. Une nuit, ce dernier rêve d'une catastrophe cosmique qui s'abattra sur le pays. Effrayé, il convoque le lendemain ses conseillers et astrologues. L'un d'eux, un certain Philémon, dit avoir eu un songe similaire. Observant les astres, ses collègues confirment le cataclysme, punition divine punissant l'impiété humaine, qui se manifestera par le feu ou par un déluge d'eau. Le roi, utilisant ses grandes connaissances géométriques et ses pouvoirs magiques, s'attela à la construction des pyramides. Ceci fait, il les remplit de talismans, de trésors, d'objets merveilleux et d'idoles. Puis, il y fait ensevelir les corps des rois antérieurs et fait inscrire sur les murs tout ce que les sages égyptiens ont enseigné : magie, alchimie, astronomie, médecine, arithmétique, géométrie, science des talismans et histoire des rois. Ensuite, il fait seller hermétiquement toutes les entrées et, sur le linteau de la porte principale, appose cette inscription « Moi, Sūrid, le roi, j'ai construit cette pyramide en telle année et je l'ai achevée en six ans. Celui qui viendra après moi et estime être un roi comme moi aura besoin de six cents ans pour la détruire, bien qu'il soit connu qu'il est plus facile de détruire que de construire ». Enfin, par précaution, il installe dans chaque pyramide un gardien, idole dotée de pouvoirs magiques tuant immédiatement tout intrus. Selon la version rapportée par Ahmad al-Maqrîzî, le gardien de la pyramide occidentale est une idole de granit multicolore, debout et qui tient dans la main une sorte de lance. Autour de sa tête est enroulé un serpent, se précipitant sur quiconque l'approche, l'étrangle, puis regagne sa place. Le noyau de cette légende remonte à l'époque anté-islamique. Alexander Fodor en a retracé les sources dans la littérature hermétique et juive. L'historien romain Ammien Marcellin, dans son Histoire de Rome (publié autour de 391-394), évoque des prêtres égyptiens soucieux de préserver leurs mystères face à la menace d'un déluge, qui firent creuser des galeries souterraines aux nombreux détours, écrivant sur les parois des figures d'animaux qu'ils nommèrent écriture hiéroglyphique,,,. 
Des chercheurs modernes ont tenté d'identifier avec Khéops. Selon Martyn Smith, « L'histoire de Surid et de sa construction antédiluvienne des pyramides leur assigne une place dans l'histoire sacrée et établit un terrain narratif neutre sur lequel musulmans et chrétiens pourraient s'accorder. »